# Craugastor hobartsmithi
Craugastor hobartsmithi is een kikker uit de familie Craugastoridae. De soort werd voor het eerst wetenschappelijk beschreven door Edward Harrison Taylor in 1937. Oorspronkelijk werd de wetenschappelijke naam Eleutherodactylus hobartsmithi gebruikt. De soortaanduiding hobartsmithi is een eerbetoon aan Hobart Muir Smith.
De soort is endemisch in Mexico. Het is een bewoner van bossen in laaglanden. Craugastor hobartsmithi wordt bedreigd door het verlies van habitat.